# Noble House
Noble House is een Amerikaanse miniserie uit 1988 die gebaseerd is op de gelijknamige roman van James Clavell. In de hoofdrol speelt Pierce Brosnan als zakentycoon in Hong Kong die een familiebedrijf probeert te redden.